# Blazing Angels: Squadrons of WWII
Blazing Angels: Squadrons of WWII é um jogo eletrônico de combate aéreo de video game para PC, Xbox, Xbox 360, PlayStation 3 e Wii. O jogo foi lançado pela Ubisoft em 2006 na América do Norte e Europa. O jogo dispõe de 42 aviões da II Guerra Mundial e permite ao jogador a fazer parte em diversos eventos (18 missões) da guerra em um esquadrão fictício. O modo online suporta até 16 jogadores.
Em 3 de agosto de 2006 a Ubisoft anunciou que o jogo séria realizado como um título de lançamento para o console Wii. Porém o jogo para esse console foi adiado,passando a não ser mais um título de lançamento.

## Personagens
"The Angels of Dunkirk" (Os Anjos de Dunquerque) é o esquadrão do jogador. O esquadrão é formado por Tom "The Shield", Joe "O Mago Mecânico" and Frank "The Hunter" e o jogador. O nome do jogador não é revelado no jogo, mas alguns personagens o chamam de "Capitão".

## Aviões
Blazing Angels contém 42 aviões de ataque da II Guerra Mundial.